# باك (مصارع)
 بينجمن ستيرلي  (بالإنجليزية: Benjamin Satterley)‏ مصارع بريطاني محترف يصارع حالياً في اتحاد آول إليت ريسلينغ تحت اسم باك وهو البطل السابق للأن أكس تي، ولد بينجمن في نيو كاسل في (22 أغسطس 1986),

و في يوم 30 مارس 2015 ظهر ستيرلي أول مرة في عرض الراو تحت أسم نيفل فقط، وفاز على المصارع كورتس اكسل وفي عرض السماكداون أيضا فاز على اكسل، وفي عرض الرو الذي بعده واجه بطل الدبليو دبليو أي للعالم والوزن الثقيل سيث رولينز وكانت مباراة رائئعة لكنه خسر بعد تدخل فريق جي وجي الأمن، وفي عرض أكستريم رولز تمكن نيفل من الفوز على المصارع البريطاني باد نيوز باريت، وفي 27 أبريل عرض الرو شارك نيفل ببطولة ملك الحلبة 2015 , وفاز على لوك هاربر في الجولة الأولى وعلى شيمس في الجولة الثانية لكنه خسر ضد باد نيوز باريت في الجولة الاخيرة، وفي يوم 11 مايو في عرض الرو اجاب نيفل على تحدي جون سينا المفتوح على بطولة الولايات المتحدة الأمريكية وفاز بواسطة الاقصاء بعد تدخل روسيف، وأستمر العداء بين نيفل وباريت حتى تواجها في عرض بايباك وفاز نيفل بواسطة العد الخارجي، وفي الليلة التي تليها خسر نيفل ضد باريت لينتهي العداء بينهما، ولكن نيفل هوجم من قبل بو دالاس بعد المباراة عدو نيفل السابق، وفاز نيفل على دالاس في عرض المنيشن تشامبر، وفي يوم 8 يونيو بعرض الرو اجاب نيفل على تحدي كيفين أوينز المفتوح على بطولة ان اكس تي لكنه خسر المباراة، وأعلن بعدها ان نيفل سيشارك في مباراة ماني إن ذا بانك لهذا العام وشارك بها فعلا ولكنه لم يفز حيث فاز بها شيمس.

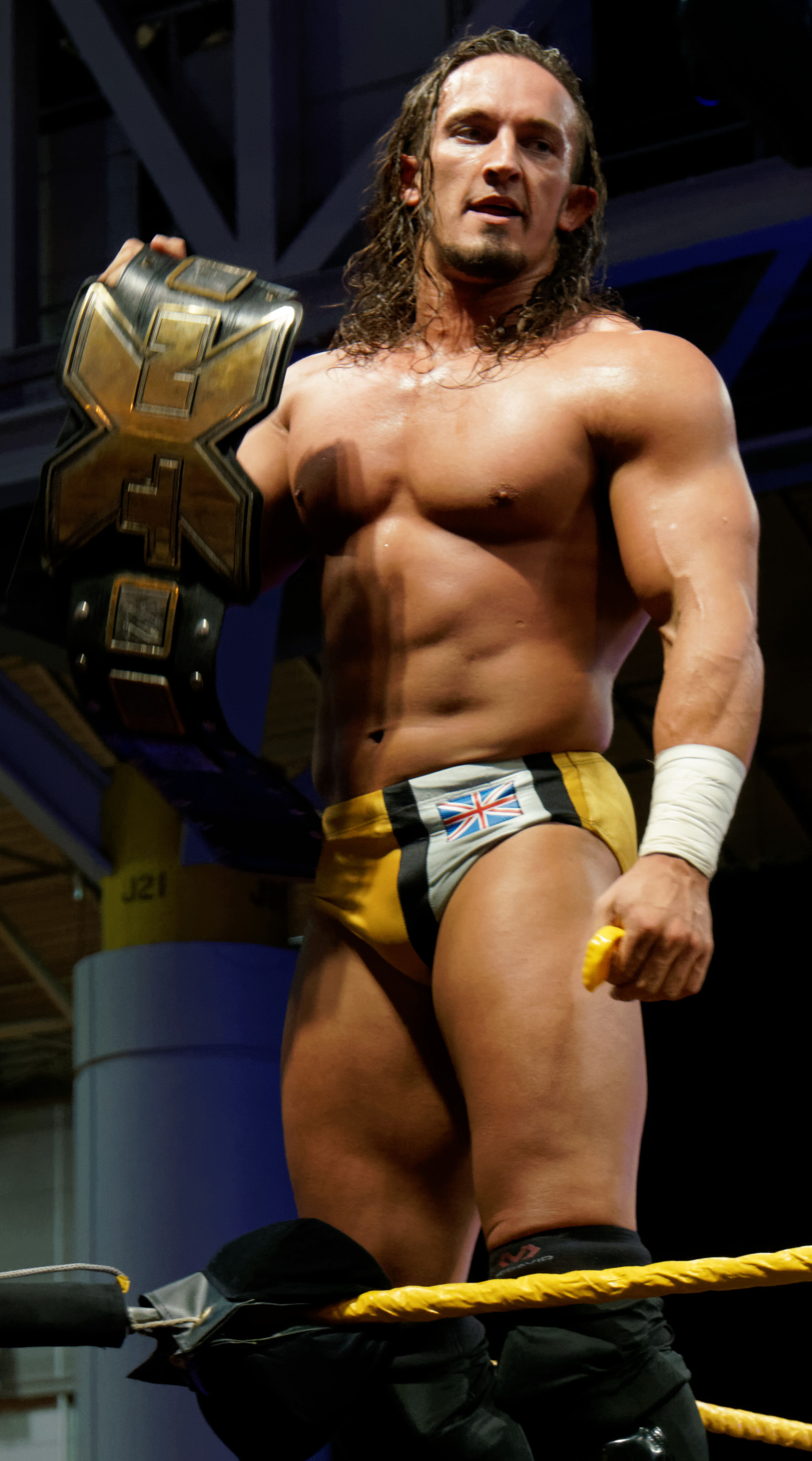
نيفل عندما كان بطل الان اكس تي

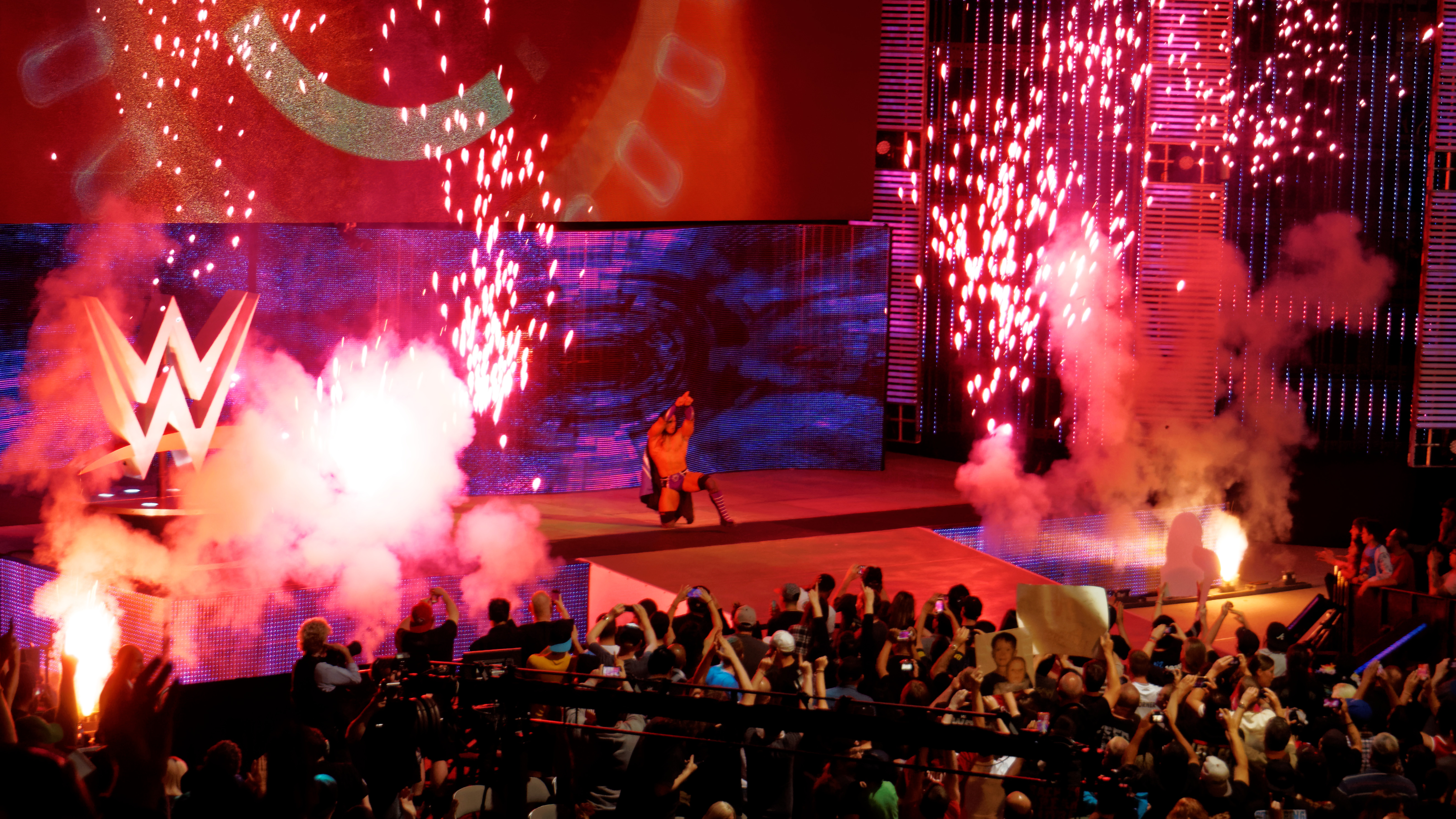
نيفل يدخل إلى الحلبة في مارس 2015

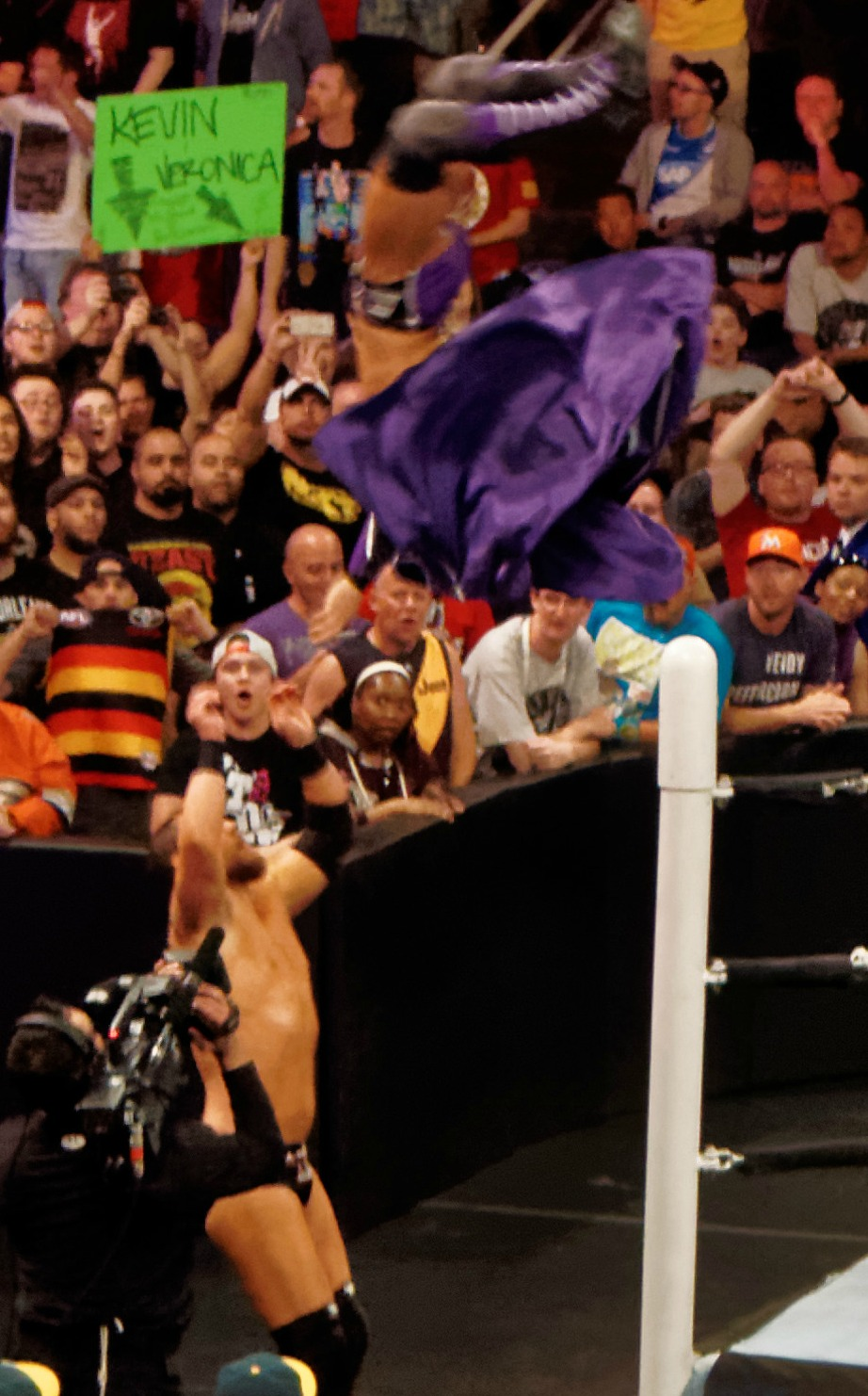
نيفل يقفز على كورتس اكسل في عرض الرو

## روابط خارجية
- أدريان نيفل على موقع IMDb (الإنجليزية)
- أدريان نيفل على موقع قاعدة بيانات الفيلم (الإنجليزية)
- أدريان نيفل على موقع كينوبويسك (الروسية)
- أدريان نيفل على موقع دبليو دبليو إي (الإنجليزية)
- أدريان نيفل على موقع CageMatch worker (الإنجليزية)
- أدريان نيفل على موقع عالم المصارعة على الإنترنت (الإنجليزية)